# Glenea iriei
Glenea iriei é uma espécie de escaravelho da família Cerambycidae. Foi descrito por Masao Hayashi em 1971.  É conhecida a sua existência no Japão.

## Subespecie
- Glenea iriei heikichii Makihara, 1982
- Glenea iriei iriei Hayashi, 1971